# ВЭС Тикси
ВЭС Тикси — ветряная электростанция, расположенная в п. Тикси, республика Саха (Якутия). Введена в эксплуатацию в 2018 году, проект реализован совместно компанией РусГидро и японской организацией NEDO. Эксплуатируется АО «Сахаэнерго» (входит в группу РусГидро).

## Конструкция станции
Установленная мощность ВЭС Тикси составляет 0,9 МВт. Оборудование ветроэлектростанции включает в себя три ветроэнергетические установки производства японской фирмы Komaihaltek, мощностью по 0,3 МВт. Высота башни каждой ветроустановки составляет 41,5 м, диаметр ветроколеса — 33 м. Ветроустановки выполнены в арктическом исполнении и могут работать при температуре до −50°С и при скорости ветра от 3 до 25 м/с, при этом ветроустановки не будут разрушены при скорости ветра до 70 м/с. Ветроэлектростанция является частью ветродизельного комплекса, включающего в себя, помимо ветроустановок, новую дизельную электростанцию мощностью 3 МВт, а также системы аккумулирования электроэнергии и автоматического управления.

## История строительства и эксплуатации
Первая экспериментальная ветроэнергетическая установка мощностью 0,25 МВт была смонтирована в Тикси в 2007 году. При этом было использовано бывшее в употреблении оборудование немецкого производства (выпуска 1993 года), плохо адаптированное для работы в арктических условиях. Ветроустановка часто выводилась в ремонт и в 2015 году была разрушена сильным порывом ветра.
Опыт эксплуатации экспериментальной установки был использован в проекте новой ветроэлектростанции. Декларация о намерениях по строительству ветродизельного комплекса в Тикси была подписана РусГидро, Правительством Республики Саха (Якутия) и японской организацией по развитию новых энергетических и промышленных технологий (NEDO) в сентябре 2017 года. Первый из трёх фундаментов ветроэнергетических установок был заложен в октябре 2017 года. Летом 2018 года ветроустановки были доставлены из Японии в Тикси через Владивосток и Якутск, после чего переданы в монтаж. Ветроэлектростанция была введена в опытную эксплуатацию в ноябре 2018 года и успешно отработала в зимний период 2018—2019 годов. В 2020 году были введены в эксплуатацию остальные компоненты комплекса — дизельная электростанция и система аккумулирования электроэнергии.